# Vampyrernas hemlighet
Vampyrernas hemlighet, (Originaltitel Kindred: The Embraced), amerikansk TV-serie efter Mark Rein-Hagens rollspelsbok Vampire: The Masquerade.
Serien blev trots sin popularitet nerlagd då skådespelaren Mark Frankel avled i en motorcykelolycka.

## Handling
Polisen Frank Kohanek är besatt av att sätta fast den inflytelserike Julian Luna, som han tror tillhör maffian. Julians f.d. flickvän Alexandra Serris har ett förhållande med Frank. Vad Frank inte vet är att Julian och Alexandra är vampyrer och Julian är furste över San Francisco och de vampyrklaner som finns där. Alexandra och Franks förhållande hotar hemlighållandet av denna värld. Julians nuvarande flickvän, Lily Langtry känner sig hotad av Alexandra och genom intriger lyckas Lily ordna en blodsjakt på henne. Alexandra vet att hon har ingen chans att överleva och ber för Franks liv. Julian lovar att skydda honom fast han föraktar människor. 
Innan hon dör berättar hon för Frank att hon är vampyr. 

## I rollerna
- Julian Luna - Mark Frankel
- Frank Kohanek - C. Thomas Howell
- Sasha - Brigid Walsh
- Cash - Channon Roe
- Lillie Langtry - Stacy Haiduk
- Daedalus - Jeff Kober
- Sonny - Erik King
- Caitlin Byrne - Kelly Rutherford
- Eddie Fiori - Brian Thompson
- Archon - Patrick Bauchau
- Cameron - Titus Welliver